# Masów
Masów (německy Massow) je vesnice v jižním Polsku v Opolském vojvodství, leží v okrese Opolí a spadá do gminy Łubniany (německy Gemeinde Lugnian). Ves je bilingvní (polština a němčina), oficiálně dvojjazyčná je od 30. dubna 2010. Obcí prochází okresní silnice č. 1703 a 1725 a jsou zde tři zastávky autobusů. V roce 2021 měla vesnice 280 obyvatel.

## Sousední obce
Vesnice se nachází ve Slezské nížině na Opolské planině v chráněném území přírodního parku Stobrawsko-Turawskie lesy. V její blízkosti se nacházejí obce Kluczbork, Olesno, Dobrodzień (německy Guttentag), Kolonowskie (německy Colonnowska), Ozimek (německy Malapane), Opolí, Wołczyn a Świerkle (německy Horst). Lesními cestami lze dojít do vesnic Kolanowice (německy Kollanowitz, Osowiec (německy Königshuld) a Surowina (německy Roden).

## Historie
Dekret k založení vesnice byl vydán 20. května 1773 Fridrichem II. Velikým a pojmenována byla na počest generála Massowa. V korespondenci Václava Blanického je Hans von Massow označen jako „Slezský řídící ministr“, v korespondenci kazatele Jana Elsnera je Massow představen jako „Prezident vratislavské komory“. V rámci kolonizace dobytého území Pruského Slezska bylo pruským králem v místech severně od Opolí založeno více než čtyřicet podobných vesnic.
V roce 1773 se v Masówě usadilo dvacet rodin českých kolonistů. Každý obdržel jeden akr plochy pro hospodářskou usedlost, 12 akrů pro zemědělskou půdu a čtyři akry pro louky. Dědičné smlouvy na přidělená místa podepisovali kolonisté v roce 1774 na opolském zámku; první smlouva byla podepsána dne 31. 5. 1774 Franzem Katzelem z Čech. Po vymýcení lesa a vyklučení pařezů získalo místo plánovanou podobu, kdy středem vesnice vedla komunikace s usedlostmi po obou jejích stranách. V roce 1789 žilo v Masówě již 75 lidí a do roku 1802 se zde hovořilo pouze česky. V roce 1802 evangelicky smýšlející Češi odešli do nově vznikajícího Zelova. V roce 1816 žilo v Masówě 168 obyvatel a většinu z nich tvořili katolíci.

## Česká stopa
Na počest zakladatelů Masówa, jimiž byli exulanti (místně označovaní jako „husiti“), je ve znaku obce kalich a český národní strom – lípa. Podkova je připomínkou kolonisty Johana Klapala, který zde v roce 1785 založil kovárnu. Štít znaku je dělený příčným břevnem se čtyřmi hrozny vína; které se ve vesnici stále pěstuje.
V roce 2023 oslavila vesnice 250. výročí svého založení. Při této příležitosti bylo uděleno čestné občanství Tomášovi Stodolovi za zásluhy při objasnění historie stávajícím obyvatelům.